# 1969 w polityce

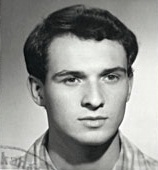
Jan Palach

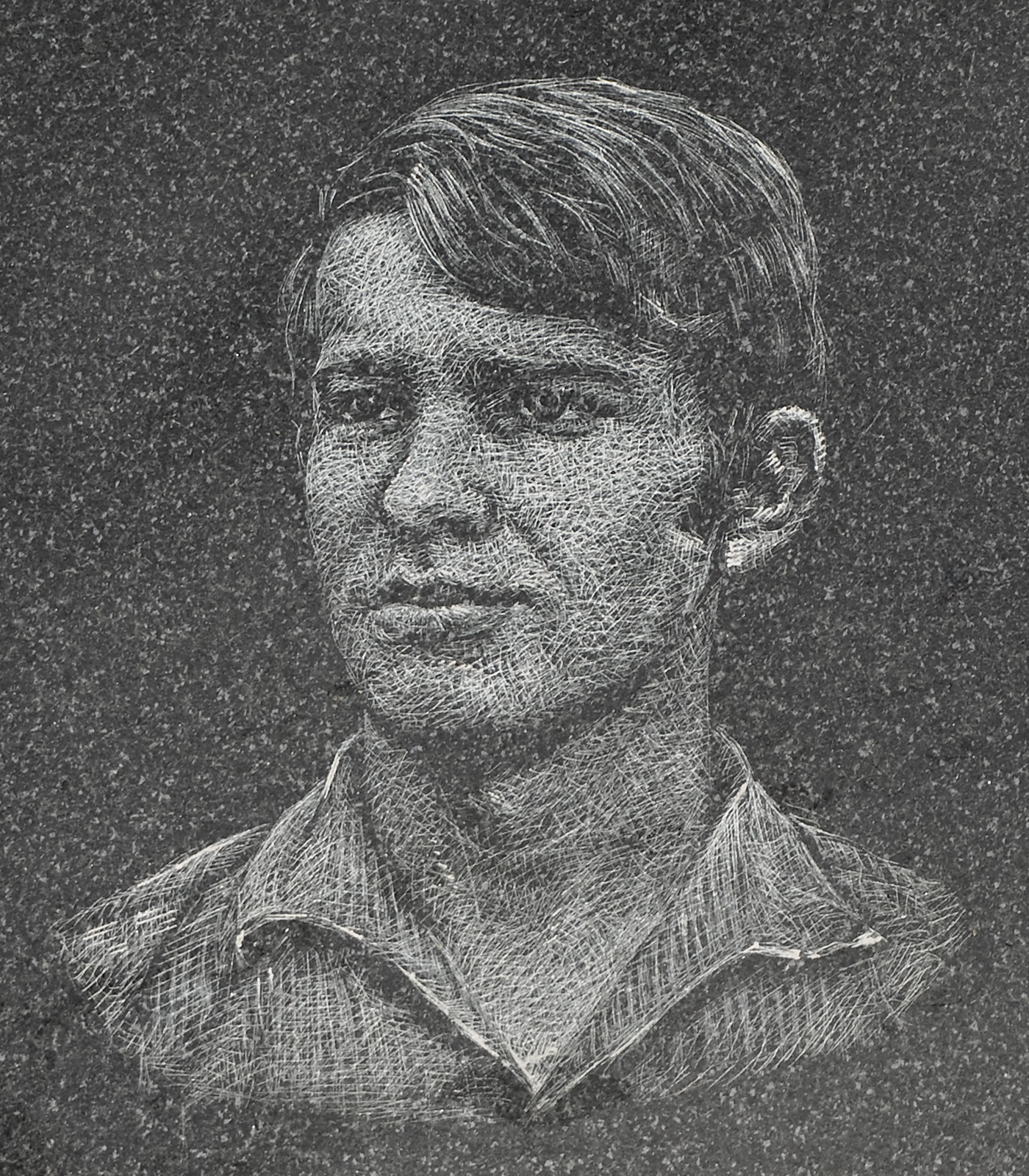
Jan Zajíc

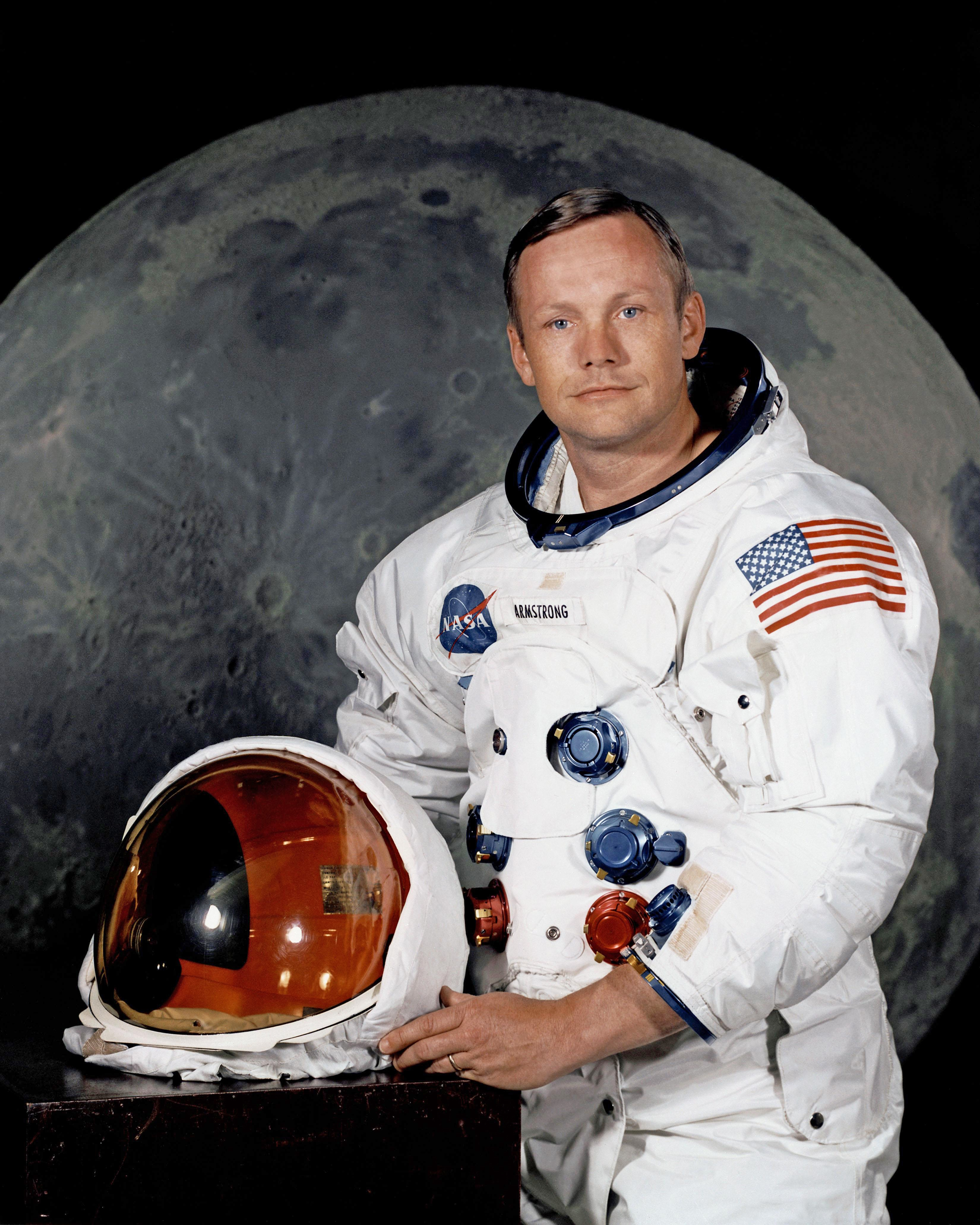
Neil Armstrong

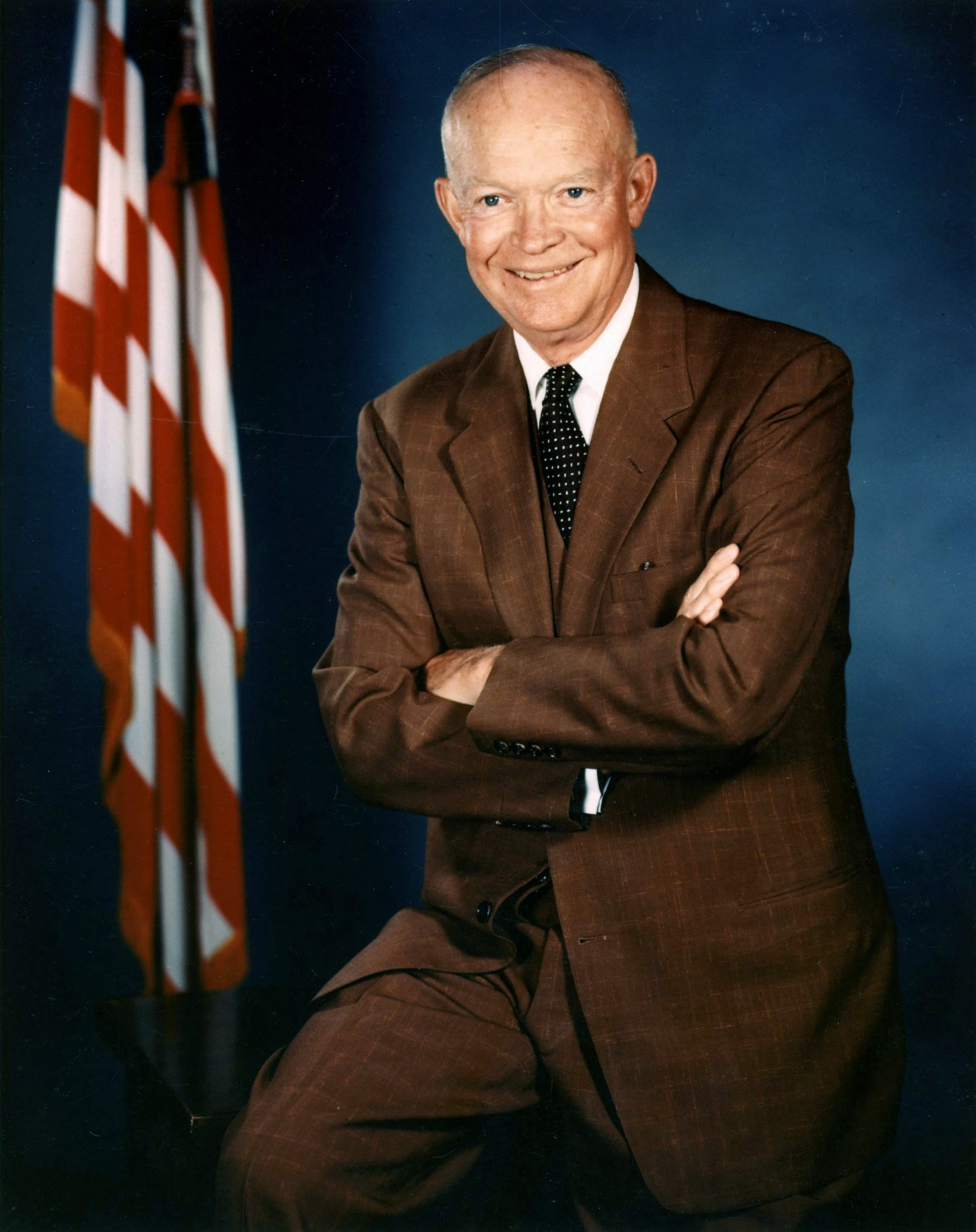
Dwight Eisenhower

Wydarzenia polityczne w 1969 roku.

## Styczeń
- 16 stycznia – czeski student Jan Palach w proteście przeciwko interwencji wojsk Układu Warszawskiego w Czechosłowacji w 1968 dokonał samospalenia[1].
- 19 stycznia – Jan Palach zmarł w szpitalu[1].
- 20 stycznia – Richard Nixon zainaugurował prezydenturę[2][3].

## Luty
- 3 lutego – Jasir Arafat objął funkcję przewodniczącego Organizacji Wyzwolenia Palestyny. Jednocześnie powierzono mu przywództwo Palestyńskiej Rady Narodowej[4].
- 25 lutego kolejny młody Czech, Jan Zajíc, dokonał samospalenia w Pradze, ginąc na miejscu[5].

## Lipiec
- 14 lipca-18 lipca wojna futbolowa pomiędzy Salwadorem a Hondurasem.
- 20 lipca – Lądowanie na Księżycu. Neil Armstrong i Edwin Aldrin w statku „Eagle” osiadają na powierzchni Księżyca. Armstrong jako pierwszy człowiek staje na gruncie innego niż Ziemia ciała niebieskiego[6]. Udane lądowanie i bezpieczny powrót astronautów na ziemię były realizacją obietnicy prezydenta Johna F. Kennedy’ego i dowodem na technologiczną przewagę USA w rywalizacji ze Związkiem Radzieckim.
- 22 lipca – generał Francisco Franco wydał oświadczenie, w którym wyznaczył za swojego następcę Jana Karola I Burbona[4].
- 23 lipca – zaprzysiężono Jana Karola I Burbona jako przyszłego króla Hiszpanii[4].

## Wrzesień
- 1 września – w Libii wojskowi pod przywództwem Mu’ammara al-Kaddafiego dokonali zamachu stanu, obalili króla Idrisa I i zlikwidowali monarchię. Proklamowano Libijską Republikę Arabską[4].
- 26 września – w Boliwii wojskowi przeprowadzili zamach stanu. Odsunięto od władzy prezydenta Luisa Adolfa Silesa Salinasa, a na jej czele stanęła junta dowodzona przez generała Alfreda Ovandę Candię[4].

## Październik
- 15 października – prezydent Somalii Abdirashid Ali Shermarke zginął podczas zamachu stanu. W kraju nastał okres walk i zamętu[4].
- 21 października – armia somalijska objęła władzę nad całym krajem. Władzę objęła Najwyższa Rada Rewolucyjna z Mohammedem Siad Barrem na czele[4].
- Pokojową Nagrodę Nobla otrzymała Międzynarodowa Organizacja Pracy[4][7].

## Listopad
- 24 listopada – prezydent Richard Nixon i przewodniczący Rady Najwyższej ZSRR Nikołaj Podgorny podpisali układ o nierozprzestrzenianiu broni nuklearnej[4].

## Zmarli
- 28 marca – Dwight Eisenhower, prezydent Stanów Zjednoczonych[8][9].
- Aleksandr Bogomołow, radziecki dyplomata.